# Viola alexandrowiana
Viola alexandrowiana är en violväxtart som först beskrevs av W. Beck., och fick sitt nu gällande namn av Sergei Vasilievich Juzepczuk. Viola alexandrowiana ingår i släktet violer, och familjen violväxter. Inga underarter finns listade i Catalogue of Life.